# Забавител на неутрони
Забавител на неутрони в ядреното инженерство е среда, която намалява скоростта на бързите неутрони, като по този начин ги превръща в топлинни неутрони, способни да поддържат ядрена верижна реакция, включваща уран-235 или подобен делящ се нуклид.
Широко използвани забавители са: вода (в около 75% от ядрените реактори по света), графит (20% от реакторите) и тежка вода (5% от реакторите). В някои експериментални реактори се използва берилий.

## Забавяне
Неутроните обикновено са ограничени в атомното ядро и не съществуват дълго време свободни в природата. Отцепилият се неутрон има период на полуразпад от 10 минути и 11 секунди. Излъчването на неутрони от ядрото изисква преодоляване на енергията на свързване на неутрона, която обичайно е между 7 и 9 MeV за повечето изотопи. Източниците на неутрони генерират свободни неутрони чрез различни ядрени реакции, включително ядрено делене и ядрен синтез. Независимо от източника на неутрони, те винаги се излъчват с енергии от порядъка на няколко MeV.
Според теоремата за равноразпределението, средната кинетична енергия, {\displaystyle {\bar {E}}}, може да се свърже с температурата, {\displaystyle T}, чрез уравнение:
{\displaystyle {\bar {E}}={\frac {1}{2}}m_{n}\langle v^{2}\rangle ={\frac {3}{2}}k_{B}T},
където {\displaystyle m_{n}} е масата на неутрона, {\displaystyle \langle v^{2}\rangle } е средната скорост на неутрона на квадрат, а {\displaystyle k_{B}} е константата на Болцман. Характерната неутронна температура за няколко MeV е от порядъка на няколко десетки милиарда K.
Забавянето е процес на намаляване на първоначалната висока скорост (голяма кинетична енергия) на свободния неутрон. Тъй като енергията се запазва, това намаляване на неутронната скорост се случва чрез трансфер на енергия към материал, наречен забавител.
Вероятността за разсейване на неутрон от ядро се дава от ядреното ефективно сечение. Първите няколко сблъсъка със забавителя могат да бъдат с достатъчно висока енергия, за да възбудят ядрото на забавителя. Сблъсъците са нееластични, тъй като част от кинетичната енергия се преобразува в потенциална енергия чрез възбуждане на вътрешните степени на свобода в ядрото. С намаляване на енергията на неутрона, сблъсъците стават все по-еластични, тоест кинетичната енергия и импулсът на системата се запазват.
Тъй като неутроните са много леки в сравнение с повечето ядра, най-ефективният начин за премахване на кинетичната енергия на неутрона е да се избере забавящо ядро, което има почти идентична маса.
Сблъскването на неутрон, имащ маса 1, с 1H ядро (протон) може да доведе до това неутронът да загуби почти всичката си енергия чрез един-единствен точен сблъсък. По принцип е нужно да се вземат предвид както точните сблъсъци, така и приплъзващите се такива. Средното логаритмично намаляване на неутронната енергия при сблъсък, {\displaystyle \xi }, зависи само от атомната маса, {\displaystyle A}, на ядрото:
{\displaystyle \xi =\ln {\frac {E_{0}}{E}}=1-{\frac {(A-1)^{2}}{2A}}\ln \left({\frac {A-1}{A+1}}\right)}.
Това може да бъде съкратено до по-простата форма {\displaystyle \xi \simeq {\frac {2}{A+1}}}. Оттук може да се изведе {\displaystyle n}, очаквания брой сблъсъци на неутрона с определен вид ядра, които трябва да намалят кинетичната енергия на неутрона от {\displaystyle E_{0}} до {\displaystyle E_{1}}
{\displaystyle n={\frac {1}{\xi }}(\ln E_{0}-\ln E_{1})}.

### Материали забавители
Някои ядра имат по-голям ядрено ефективно сечение от други, което премахва свободни неутрони от потока. Критерият за ефективен забавител е този, за който този параметър е малък. Ефективността на забавяне представлява съотношение на макроскопичните сечения на разсейване, {\displaystyle \Sigma _{s}}, усилени чрез {\displaystyle \xi }, разделени на тези на абсорбция, {\displaystyle \Sigma _{a}}: {\displaystyle {\frac {\xi \Sigma _{s}}{\Sigma _{a}}}}. За сложен забавител, състоящ се от повече от един елемент, като например лека или тежка вода, е необходимо да се вземе предвид забавящия и абсорбиращия ефект както на водородния изотоп, така и на кислородния атом, за да се изчисли {\displaystyle \xi }. За да се докара даден неутрон от енергия на делене {\displaystyle E_{0}} 2 MeV до {\displaystyle E} 1eV са нужни {\displaystyle n} 16 и 29 сблъсъка за H2O и D2O съответно. Следователно, неутроните се забавят по-лесно от лека вода, тъй като H има по-голямо {\displaystyle \Sigma _{s}}. Въпреки това, тя има по-голямо {\displaystyle \Sigma _{a}}, така че ефективността на забавяне е около 80 пъти по-голяма, отколкото при тежката вода. Идеалният забавител има малка маса, голямо сечение на разсейване и малко сечение на абсорбция.
|                                             | Водород | Деутерий | Берилий | Въглерод | Кислород | Уран   |
| ------------------------------------------- | ------- | -------- | ------- | -------- | -------- | ------ |
| Маса на ядрата u                            | 1       | 2        | 9       | 12       | 16       | 238    |
| Понижение на енергията {\displaystyle \xi } | 1       | 0,7261   | 0,2078  | 0,1589   | 0,1209   | 0,0084 |
| Брой сблъсъци                               | 18      | 25       | 86      | 114      | 150      | 2172   |

### Разпределение на скоростите на неутроните след забавяне
След достатъчно удари скоростта на неутрона ще стане сравнима със скоростта на ядрата, изразена чрез топлинно движение. Тогава неутронът се нарича топлинен неутрон, а процесът се нарича термализация. Когато се постигне равновесие при дадена температура, разпределението на скоростите (енергиите), очаквани от твърди сфери, разсейващи се еластично, се изразява чрез разпределението на Максуел-Болцман. Това се изменя само леко при реалните забавители, поради зависимостта на скоростта (енергията) от сечението на абсорбция на повечето материали, така че нискоскоростните неутрони се абсорбират по-лесно, а разпределението на скоростта на неутроните в ядрото е малко по-горещо от прогнозите.

## Реакторни забавители
В реактор с топлинни неутрони, ядрото на тежък горивен елемент (като уран) абсорбира бавнодвижещ се свободен неутрон, става нестабилно и след това се разделя (ядрено делене) на два по-малки атома. Процесът на делене за ядро на уран-235 образува два продукта на делене, два или три бързодвижещи се свободни електрона плюс определено количество енергия, което се проявява главно под формата на кинетична енергия в изхвърчащите продукти на делене. Свободните електрони се излъчва с кинетична енергия ~2 MeV всеки. Тъй като се излъчват повече свободни неутрони от деленето на урана, отколкото са нужни топлинни неутрони за започване на събитието на делене, реакцията може да се поддържа сама (верижна реакция), като при контролирани условия може да освобождава огромно количество енергия.
Вероятността за по-нататъшни събития на ядрено делене се определя от ядреното ефективно сечение, което зависи от скоростта (енергията) на попадащите неутрони. При термалните реактори, високоенергийни неутрони (с енергия от порядъка на MeV) имат много по-малък шанс да предизвикат последващо делене. Новоизлъчените бързи неутрони, движейки се с около 10% от скоростта на светлината, трябва да се забавят, обичайно до скорост от няколко километра в секунда, ако трябва да предизвикат последващо делене на ураниеви ядра и да поддържат верижната реакция. Тази скорост се равнява на температурата в диапазона от няколкостотин градуса по Целзий.
Във всички реакторни забавители, неутрони от всички енергийни нива довеждат до делене, включително и бързите неутрони. Някои реактори са по-термализирани от други. Например, в реакторите тип КАНДУ почти всички реакции на делене се произвеждат от топлинни неутрони, докато във реакторите с вода под налягане значителна част от деленето се предизвиква от високоенергийни неутрони.
Реакторите с бързи неутрони не използват забавител, а разчитат на деленето, предизвикано от бързи неутрони, поддържащи верижната реакция. В някои такива реактори близо 20% от деленето е резултат от бързи неутрони, удрящи се в уран-238 – изотоп, който не може да се дели посредством топлинни неутрони.
Формата и местоположението на забавителя може значително да повлияе на разходите и безопасността на реактора.